# Ivana Müller
Pour les articles homonymes, voir Müller.
Ivana Müller est une chorégraphe d'origine croate, artiste et auteure, aujourd'hui basée à Paris.

## Biographie
À travers son travail chorégraphique et théâtral ainsi que ses performances, installations, textes et vidéos, Ivana Müller crée des poétiques du langage, interroge le corps, le mouvement, les voix et leurs représentations, repense la politique du spectacle et du spectaculaire, revisite la place de l’imagination et de l’imaginaire, questionne la notion de « participation ».  
Elle travaille à inscrire le collectif et la collaboration dans la pratique artistique, explore l’idée de chorégraphie sociale et son inscription dans un écosystème, un commun.  
À la croisée du théâtre, de l’art visuel, de l’écriture et de la danse, ses pièces sont produites et présentées aussi bien dans des théâtres que des musées, en Europe, aux États-Unis, au Brésil et en Asie au cours des vingt dernières années.  
Depuis 2022, elle est artiste associée au Pacifique-CDCN à Grenoble. 

## Pratiques
Dans le cadre de sa pratique artistique, Ivana Müller organise des rencontres artistiques et discursives ainsi que des pratiques collaboratives.
Ces dernières années, elle engage plusieurs projets collaboratifs : Notes, T.R.I.P. et Réparer l'invisible.

## Dernières créations
2023 : touchant, les yeux fermés, en regardant droit devant
2022 : slowly, slowly…until the sun comes up
2021 : Fäden, avec le Dance On Ensemble (Berlin) et du Kammerspiele (Munich)
2021 : Forces de la nature
2019 : Entre-deux, avec Gaëlle Obiégly
2018 : Hors-Champ
2017 : Conversations déplacées
2017 : Notes
2016 : Edges
2013 : Positions
2012 : In Common
2012 : We are Still Watching
2011: Partituur
2010 : 60 Minutes d'opportunisme
2008 : Playing Ensemble Again and Again
2006 : While We Were Holding It Together
2005 : Under My Skin
2003 : How Heavy Are My Thoughts